# 藤井比早之
藤井 比早之（ふじい ひさゆき、1971年9月11日 - ）は、日本の政治家、元総務官僚。自由民主党所属の衆議院議員（5期）、外務副大臣。
デジタル副大臣・内閣府副大臣（新型コロナウイルス感染症ワクチン接種推進、縦割り打破、行政改革、規制改革、沖縄及び北方領土問題対策等担当）、国土交通大臣政務官、彦根市副市長を歴任。
公式サイトやポスターなどでは、藤井ひさゆきと表記している。

## 来歴

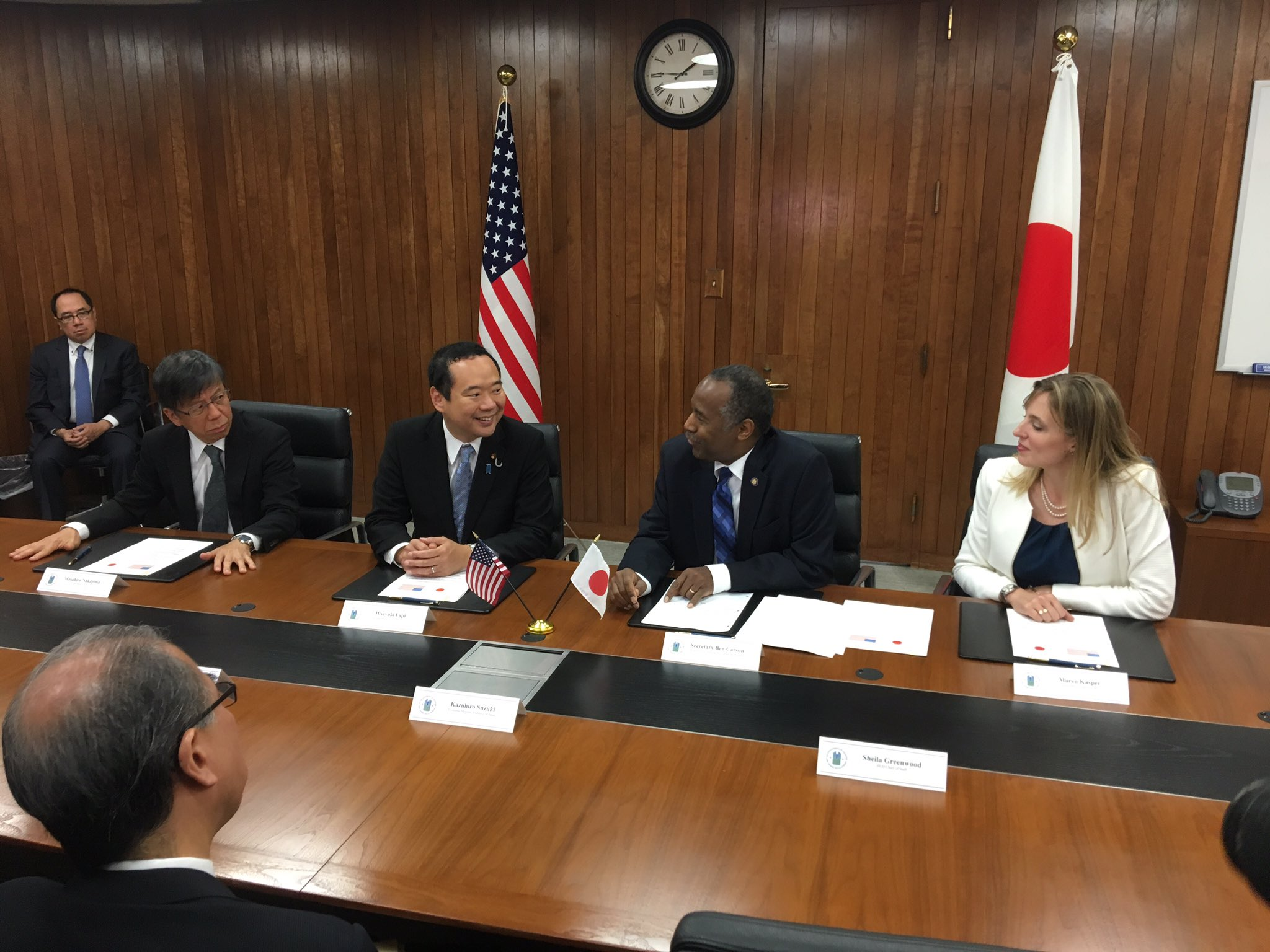
2017年6月30日、米国住宅都市開発長官ベン・カーソンの会談

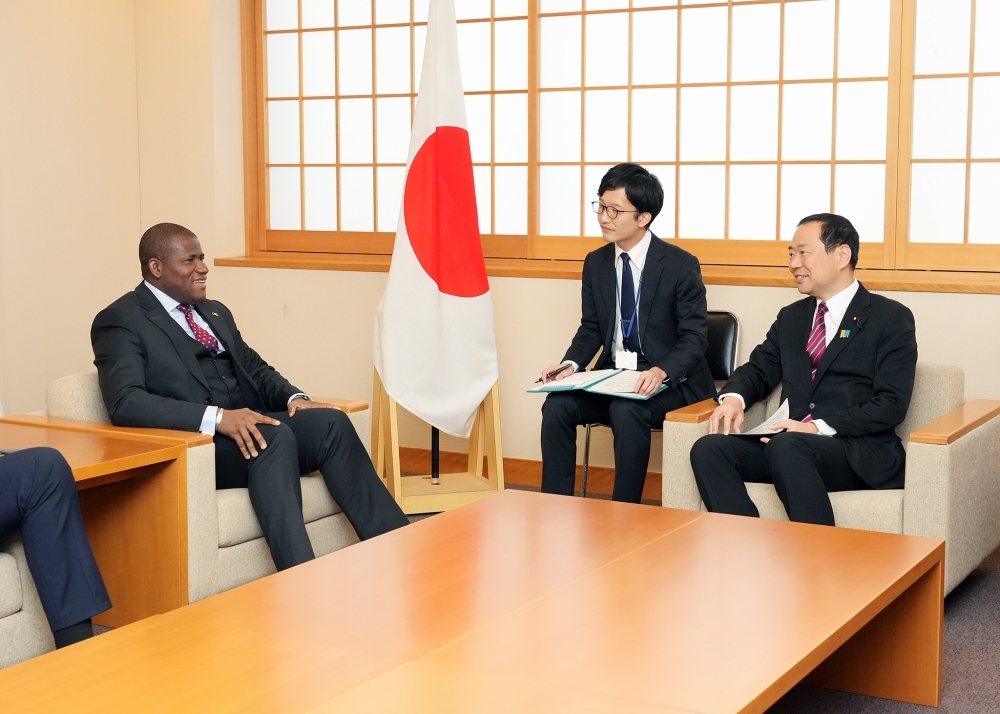
2025年1月30日、ギニアの計画・国際協力大臣であるイスマエル・ナベとの会談

兵庫県西脇市出身。西脇市立西脇小学校、兵庫教育大学附属中学校、兵庫県立小野高等学校、東京大学法学部卒業。
1995年、自治省（現総務省）入省。総務副大臣秘書官、内閣官房参事官補佐等を務め、2009年に彦根市副市長に就任。
総務省を退官後、2012年の第46回衆議院議員総選挙に自由民主党公認で兵庫4区から出馬。前職の民主党の高橋昭一、日本維新の会の清水貴之を下して初当選。2014年の第47回衆議院議員総選挙でも再選。
2016年8月5日、第3次安倍第2次改造内閣で、国土交通大臣政務官に就任。
2017年の第48回衆議院議員総選挙で3選。同衆議院議員総選挙では、希望の党が衆議院解散（9月28日）直前まで藤井の政策秘書だった野口威光を擁立。現職の藤井と希望の党公認の野口・無所属で出馬した佐藤泰樹（前年に民進党から立候補を表明、その後国民民主党に入党して兵庫3区に鞍替え）・日本共産党公認の新人とで争ったが、藤井が3選を果たした。
2019年9月24日、自由民主党国会対策委員会副委員長に就任。
2020年9月18日、菅義偉内閣で内閣府副大臣（縦割り打破、行政改革、規制改革、デジタル改革、デジタル庁新設、情報通信技術（IT）政策、マイナンバー制度、沖縄及び北方対策等担当）に就任。
2021年1月19日、新型コロナウイルス感染症ワクチン接種推進担当副大臣に就任。
2021年9月1日、初代デジタル副大臣に就任。
2021年の第49回衆議院議員総選挙で4選。
2021年11月9日、自由民主党副幹事長に就任。
2022年8月31日、自由民主党選挙対策副委員長に就任。
2023年9月29日、自由民主党外交部会長に就任。
2024年10月27日、第50回衆議院議員総選挙で5選を果たす。同年11月13日、外務副大臣に就任。

## 政策
- 日本酒の原料となる最高級酒米・山田錦の生産調整（減反）枠外での増反・増産を可能となり、生産者、酒蔵、消費者ともに三方良しの制度へ改正[14]。
- 選挙の際に聴覚障害者向けに筆記で発言を説明する担当者（要約筆記者）に対する報酬支払の解禁[15]。
- 原発は日本に必要[16]。
- 選択的夫婦別姓制度導入に反対[17]。
- 2021年衆院選でNHKが実施した候補者アンケートで、「同性婚を可能とする法改正をどう考えますか。」という質問に「回答しない」と答えた[18]。

## 人物
- 内閣総理大臣菅義偉の最側近として知られ、総務副大臣秘書官時代から菅に仕え、藤井は菅を「非常に頼りがいがあって、仕えやすい上司。結構マメで、我々みたいな人間でもちょっとメールしたらすぐに返ってくる。忙しくても電話はすぐに返していただいたり、筋を通す」と評している[19]。
- 地元の声を受け、酒米を減反政策の対象から外すことに取り組んだ結果、地元の酒米「山田錦」の増産につながったと語っている[20][21]。
- 自身のポスターを指差しポーズで作成したところ、地元の子どもたちから「ひさゆきビーム」と言われたので、後に指先から光が出ているように加工した[22]。
- 2024年5月、政治資金パーティー券購入者名の公開基準額を「10万円超」とした理由に関し「寄付と異なり対価の性格もある。切りが良く分かりやすい」と述べた[23]。

## 所属団体・議員連盟
議員連盟等
- 硫黄島問題懇話会 事務局長
- 超党派日本国際ダンス連盟を応援する議員連盟 事務局長
- 水田農業振興議員連盟 幹事
- 農村基盤整備議員連盟 幹事
- 果樹農業振興議員連盟 幹事
- 和紙の未来を創る議員連盟 幹事

国会における主な役職
- 外務委員会  理事
- 政治倫理の確立及び公職選挙法改正に関する特別委員会  委員

自由民主党における主な役職
- 外交部会長
- 中央政治大学院 副学院長
- 領土に関する特別委員会 事務局長
- 国際局次長
- デジタル社会推進本部 副本部長
- デジタル田園都市国家推進委員会 副委員長
- 省エネ住宅等推進小委員会 事務局長
- 新型コロナウイルス等感染症対策本部 常任幹事
- 新型コロナウイルスに関するワクチン対策ＰＴ 事務局長
- 総合農林政策調査会 幹事
- 地方行政調査会 幹事
- 食料産業政策委員会 事務局長
- 情報通信戦略調査会 事務局次長
- 放送法の改正に関する小委員会 事務局長
- 沖縄振興調査会 常任幹事
- 障害児者問題調査会 幹事
- 虐待等に関する特命委員会 幹事

## 著書

### 寄稿
- 自民党国家戦略本部 編『日本未来図2030』、日経BP社、2014年12月、ISBN 4822225194

## 選挙歴
| 当落 | 選挙                   | 執行日         | 年齢 | 選挙区      | 政党       | 得票数     | 得票率 | 定数 | 得票順位 /候補者数 | 政党内比例順位 /政党当選者数 |
| ---- | ---------------------- | -------------- | ---- | ----------- | ---------- | ---------- | ------ | ---- | ------------------ | ---------------------------- |
| 当   | 第46回衆議院議員総選挙 | 2012年12月16日 | 41   | 兵庫県第4区 | 自由民主党 | 10万4202票 | 43.07% | 1    | 1/4                | /                            |
| 当   | 第47回衆議院議員総選挙 | 2014年12月14日 | 43   | 兵庫県第4区 | 自由民主党 | 11万1544票 | 54.67% | 1    | 1/3                | /                            |
| 当   | 第48回衆議院議員総選挙 | 2017年10月22日 | 46   | 兵庫県第4区 | 自由民主党 | 12万189票  | 57.87% | 1    | 1/4                | /                            |
| 当   | 第49回衆議院議員総選挙 | 2021年10月31日 | 50   | 兵庫県第4区 | 自由民主党 | 11万2810票 | 50.04% | 1    | 1/3                | /                            |
| 当   | 第50回衆議院議員総選挙 | 2024年10月27日 | 53   | 兵庫県第4区 | 自由民主党 | 9万5635票  | 45.16% | 1    | 1/4                | /                            |